# タトゥース・FA010

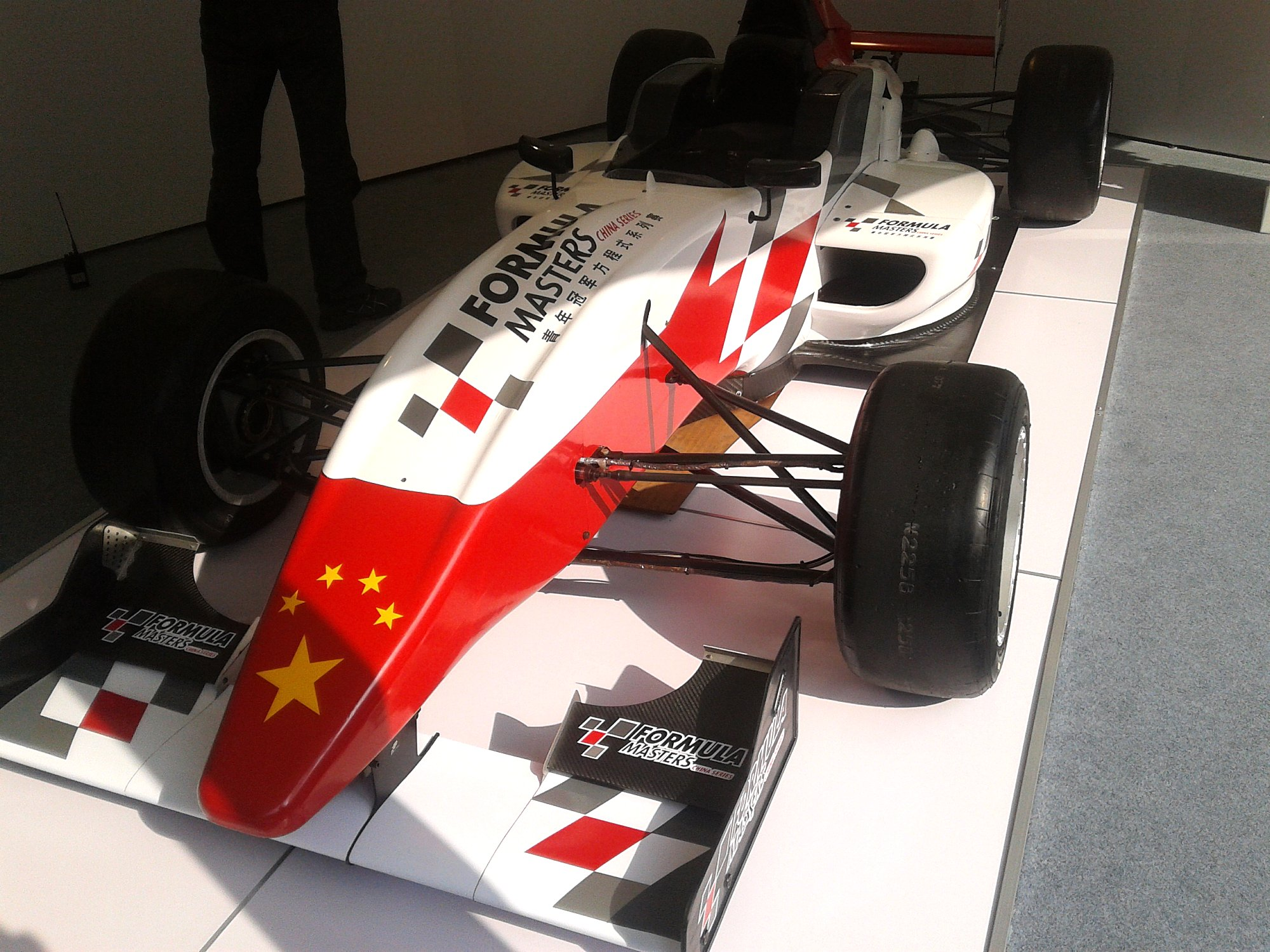
フォーミュラ・マスターズ・チャイナ仕様（2013年）

タトゥース・FA010（Tatuus FA010）は、イタリアのコンストラクターメーカー、タトゥースがが設計、開発、製造したフォーミュラカー。2010年から2011年にかけてフォーミュラ・アバルト、その後はフォーミュラ・マスターズ・チャイナで使用された。